# Juan Jorge Schaffer
Juan Jorge Schaffer (alemany: Hans Jörg Schäffer)  (Viena, 10 de març de 1930 - Pittsburgh, 12 de febrer de 2017) va ser un matemàtic uruguaià.

## Vida i Obra
Schäffer va néixer el 1930 a Viena, en una família jueva. La família estava de vacances a Suïssa el 1938 quan es va produir l'annexió d'Àustria al Tercer Reich i, naturalment, van aprofitar per emigrar a l'Uruguai via París.
El jove va completar els seus estudis d'enginyeria a la universitat de la República de Montevideo i, a continuació, va anar a Suïssa on va obtenir un doctorat en enginyeria elèctrica a l'ETH Zürich (1956) i un altre en matemàtiques a la universitat de Zuric (1957), dirigit aquest darrer per Rolf Nevanlinna.
El 1957, Schäffer va tornar a l'Uruguai per ensenyar enginyeria i matemàtiques a la universitat de la República. Aquí va començar una intensa col·laboració amb José Luis Massera, convertint-se en capdavanters en la recerca en teoria de les equacions diferencials i publicant llibres i articles conjunts des de 1958. Va ser el propi Massera qui li va fer veure que la crisi política, econòmica i social de l'Uruguai faria que vinguessin temps difícils (el propi Massera ho va pagar amb gairebé deu anys d'empresonament) i, el 1968, Schaffer va marxar cap els Estats Units, on va ser professor de la universitat Carnegie Mellon fins a la seva mort el 2017.
La seva recerca es va centrar en l'anàlisi funcional i les equacions diferencials aprofondint especialment en les dicotomies, però la seva passió per la història el va portar a desenvolupar un curs d'història de les matemàtiques al Mellon College of Science, del qual va sorgir un dels seus llibres més celebrats: Basic Language Of Mathematics (2014).
Amant de les llengües, parlava amb fluïdesa anglès, espanyol, francès, alemany i portuguès. Ell i la seva difunta dona, Inés, acollien els visitants internacionals de la universitat, i també feia de traductor voluntari per els pacients internacionals dels hospitals de Pittsburgh.